# Lemmus trimucronatus
Espèce
Synonymes
- Arvicola helvolus Richardson, 1828[1]
- Arvicola trimucronatus Richardson, 1825[1]
- Lemmus alascensis Merriam, 1900[1] [2]
- Lemmus harroldi Swarth, 1931[1] [2]
- Lemmus helvolus (Richardson, 1828)[2]
- Lemmus minusculus Osgood, 1904[1] [2]
- Lemmus nigripes (True, 1894)[2]
- Lemmus phaiocephalus Manning & Macpherson, 1958[2]
- Lemmus sibiricus trimucronatus (Richardson, 1825)[1]
- Lemmus subarticus Bee & Hall, 1956[2]
- Lemmus trimucronatus phaiocephalus Manning & Macpherson, 1958[1]
- Lemmus trimucronatus subarticus Bee & Hall, 1956[1]
- Lemmus yukonensis Merriam, 1900[1] [2]
- Myodes nigripes True, 1894[1]

Statut de conservation UICN

 LC  : Préoccupation mineure
Lemmus trimucronatus est une espèce de rongeurs de la famille des Cricétidés. Il est parfois donné comme synonyme de Lemmus sibiricus mais des recherches récentes tendent à le considérer comme une espèce à part entière. Il partage le nom de Lemming commun avec une espèce européenne et le nom de Lemming brun avec une espèce d'Asie.

## Répartition et habitat
Il vit dans la toundra au Canada, aux États-Unis et dans l'extrême Est de la Russie.